# Ctenoplusia amydra
Ctenoplusia amydra är en fjärilsart som beskrevs av Claude Dufay 1972. Ctenoplusia amydra ingår i släktet Ctenoplusia och familjen nattflyn. Inga underarter finns listade i Catalogue of Life.